# Autobusos interurbans de Catalunya
La xarxa d’autobusos interurbans de Catalunya està formada per nombroses línies amb servei regular que són explotades per operadors privats, per mitjà de concessions. Tenen la consideració de línies interurbanes aquelles que discorren per diferents municipis.
A Catalunya, els serveis interns són propietat de la Generalitat, encara que la gestió d’alguns serveis a demanda va a càrrec d’alguns consells comarcals, així com alguns serveis de transport escolar que admeten viatgers. A Aran, la competència sobre el transport intern està transferida al Consell General d’Aran. A totes aquestes línies, caldria sumar-hi aquelles que connecten diferents comunitats autònomes i són propietat del Govern d’Espanya, dins la marca bus.es; així com aquelles línies internes de l'Àrea Metropolitana de Barcelona, que actualment són anomenades metropolitanes.

## Oferta i demanda
Les línies d'autobús interurbà van transportar 74 milions de viatgers durant el 2023. Es tracta del mitjà de transport on la demanda ha augmentat més entre 2001 i 2023, on s'ha doblat, a excepció del tramvia, que no va obrir fins al 2004.
La demanda i el nombre de línies ha variat segons la següent taula:
| Any  | Demanda (milions) | Variació | Línies | Font   |
| ---- | ----------------- | -------- | ------ | ------ |
| 2001 | 34,0              | -        | -      | [ 6 ]  |
| 2002 | 37,9              | +11,5%   | -      | [ 6 ]  |
| 2003 | 38,4              | +1,3%    | -      | [ 6 ]  |
| 2004 | 44,4              | +15,6%   | -      | [ 6 ]  |
| 2005 | 46,4              | +4,5%    | -      | [ 6 ]  |
| 2006 | 48,7              | +5,0%    | -      | [ 6 ]  |
| 2007 | 49,3              | +1,2%    | -      | [ 6 ]  |
| 2008 | 53,1              | +7,7%    | -      | [ 6 ]  |
| 2009 | 48,9              | -7,9%    | -      | [ 6 ]  |
| 2010 | 52,9              | +8,2%    | 693    | [ 6 ]  |
| 2011 | 53,3              | +0,8%    | 716    | [ 7 ]  |
| 2012 | 53,1              | -0,4%    | 736    | [ 8 ]  |
| 2013 | 53,8              | +1,3%    | 706    | [ 9 ]  |
| 2014 | 55,9              | +3,9%    | 754    | [ 10 ] |
| 2015 | 57,1              | +2,1%    | 753    | [ 11 ] |
| 2016 | 58,8              | +3,0%    | 767    | [ 12 ] |
| 2017 | 61,1              | +3,9%    | 780    | [ 13 ] |
| 2018 | 67,3              | +10,1%   | 803    | [ 14 ] |
| 2019 | 70,6              | +4,9%    | 844    | [ 15 ] |
| 2020 | 37,2              | -47,3%   | 857    | [ 16 ] |
| 2021 | 50,2              | +35,0%   | 849    | [ 17 ] |
| 2022 | 60,7              | +21,0%   | 853    | [ 18 ] |
| 2023 | 74,0              | +21,9%   | 856    | [ 19 ] |

## Tipus de serveis

### Línies exprés.cat
El servei es va posar en marxa el 2012. Es tracta de 45 línies d’altes prestacions que comuniquen ràpidament les capitals de província amb poblacions de la rodalia, així com altres poblacions importants com Tortosa o Figueres amb pobles del voltant. Per tal d’augmentar la velocitat comercial en comparació amb les línies convencionals, la majoria d’aquestes línies circula sempre que sigui possible per autopista o autovia en alguna part del seu recorregut i solen tenir poques parades a cada població. Tenen una freqüència de pas notable. S'identifiquen amb la lletra «e» minúscula. Només funcionen els dies feiners, de dilluns a divendres, encara que alguna línia té servei diari.
Dins l'àrea metropolitana de Barcelona també hi ha línies metropolitanes exprés, que són propietat de l’AMB. Aquestes s'identifiquen amb una «E» majúscula i van començar a funcionar el 2018.

### Línies a demanda
El transport a demanda (TAD) són línies que abasteixen zones amb baixa densitat de població. La majoria d’aquestes línies tenen definides unes expedicions amb les seves hores de pas, que només circulen si els usuaris els han reservat amb antelació. En alguna zona, com a l'Alta Segarra, el sistema funciona sense expedicions definides, semblants a un servei de taxi compartit.
S'engloben sota la marca Clic.cat tots aquells serveis on s'ha digitalitzat el sistema de reserva des del 2019 ençà. No obstant, la marca no s'aplica a tots els serveis a demanda amb reserva digitalitzada. En algunes comarques, com al Berguedà, aquestes línies estan gestionades pels consells comarcals.

### Línies ConnECT
La tardor del 2020 es va posar en marxa un sistema de cinc línies transfrontereres, entre la Catalunya del Nord i la del Sud. La C1 i la C2 són línies internes de la Cerdanya i comuniquen amb l'hospital de Cerdanya, la C3 i la C4 comuniquen l'Alt Empordà i el Vallespir, i la C5 comunica el Ripollès i el Vallespir.

### Línies nocturnes
L’any 2001 es va posar en marxa una xarxa radial de línies nocturnes interurbanes, amb centre a Barcelona i que serveixen les principals poblacions de la Regió Metropolitana de Barcelona. El 2002 es va posar en servei una xarxa al Camp de Tarragona. A més dels serveis esmentats, a les Comarques Gironines hi ha una línia entre Girona i Palamós, així com una altra entre Figueres i Roses, ambdues creades el 2009.
La majoria de línies circulen cada nit, encara que algunes només ho fan els caps de setmana i les nits de les vigílies de festius. Les línies s'identifiquen amb la lletra «N».
A l’àrea metropolitana de Barcelona també hi ha la xarxa Nitbus d’autobusos nocturns metropolitans, gestionat per l’AMB.

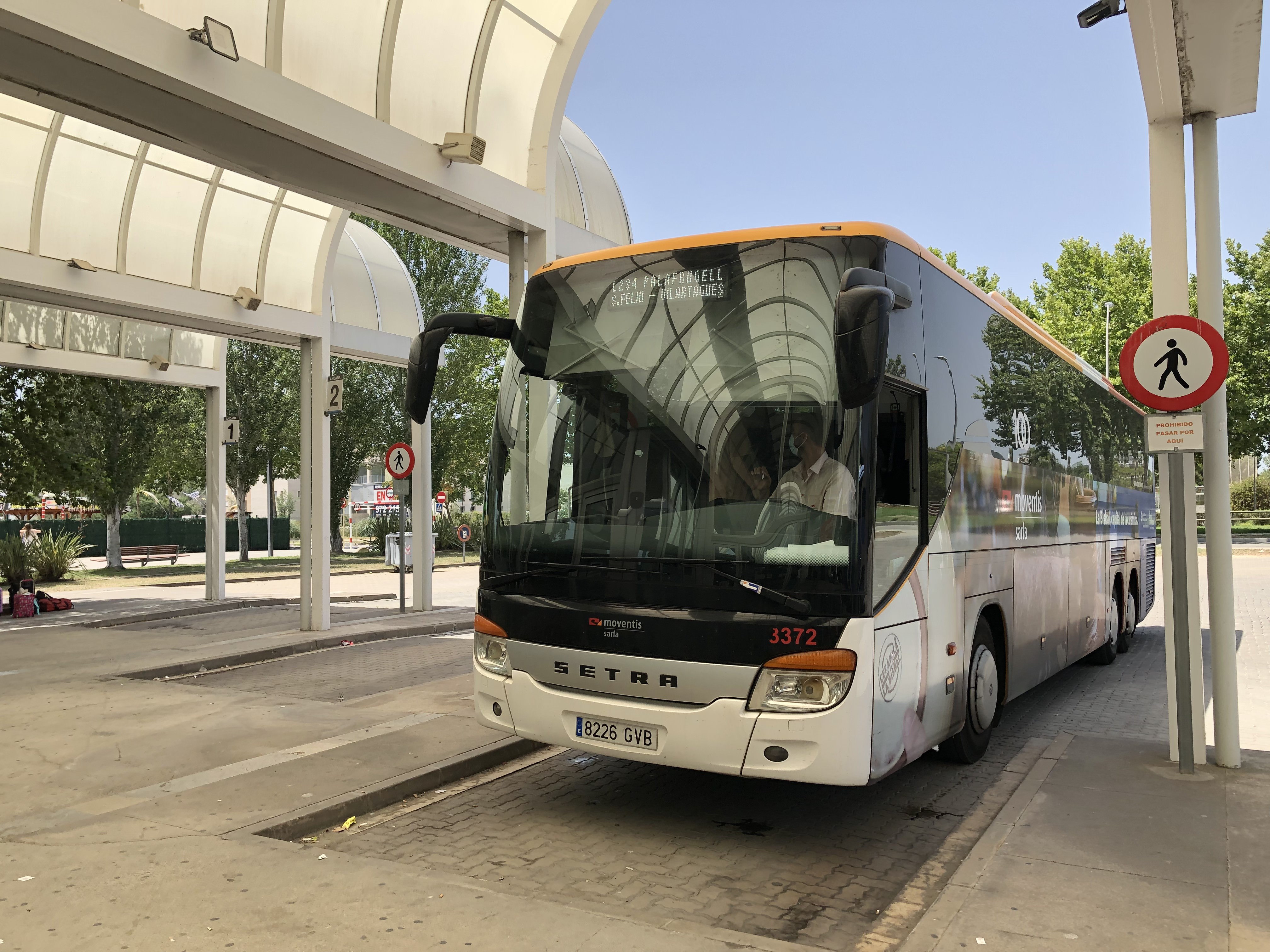
Autobús de la línia Sant Feliu de Guiíxols - Vilartigues per Platja d'Aro

### Línies convencionals
Aquesta categoria inclou les línies que no es poden classificar com a Exprés.cat, transport a demanda o ConnECT. Hi ha molta varietat de línies, tant per longitud com per oferta: des de línies amb recorreguts de més de 300 km fins a línies llançadora, així com línies amb freqüències de 8 autobusos per hora a les hores de més afluència i altres amb una sola expedició anual.

## Concessions
L’operació del servei d’autobusos funciona amb un sistema de concessions a operadors privats. La majoria de concessions van ser atorgades per l’Estat per concurs entre els anys 40 i 70, i amb durada indefinida. Als anys vuitanta es transfereix la competència sobre els transports interns per carretera a les comunitats autònomes. L’any 1988 la Generalitat de Catalunya va oferir renovar la majoria de concessions fins al 2008, però van acabar prorrogant-se 20 anys més, fins al 2028, que és la data límit actual. És un fet habitual que una empresa concessionària n’adquireixi o absorbeixi una altra.
Per evitar la competència entre els operadors, cada concessió opera sobre un recorregut concret i exclusiu. Encara que originalment cada concessió estigués basada en una línia, s'hi han anat afegint variants, conegudes com a filloles, algunes de les quals poden incloure serveis purament urbans, coneguts com a urbanets. En aquells indrets on se solapen línies de diferents concessions, és possible que hi hagi prohibicions per fer algun trajecte amb un operador en concret, especialment en municipis amb transport urbà concessionat a un operador diferent als del transport interurbà.
La Generalitat de Catalunya té potestat per revocar aquelles concessions en cas que s'incompleixin les condicions. Així mateix, també es pot revocar en cas que se suprimeixi el servei per interès públic o per mutu acord entre l’administració i la concessionària.

### Operadors

Operadors per àmbit geogràfic

Les empreses concessionàries es llisten a la taula següent. S'exclouen aquelles línies concessionades a una persona física, que solen operar línies a demanda amb taxis:
| Grup / Operador      | Subempreses                                                                                     | Àmbit                                                                       | Línies |
| -------------------- | ----------------------------------------------------------------------------------------------- | --------------------------------------------------------------------------- | ------ |
| Sagalés              | Sagalés, Cingles Bus, FYTSA, Barcelona Bus, Castellà, CRA La Hispània, 25 Osona Bus, Transbages | Bages, Gironès, Maresme, Osona, Vallès Oriental, Moianès                    | 195    |
| ALSA                 | Alsina Graells                                                                                  | Província de Lleida, Berguedà                                               | 106    |
| Moventis             | Marfina (SARBUS), La Vallesana, SARFA, Casas, Poch, Pujol i Pujol                               | Baix Penedès, Empordà, Garrigues, Maresme, Segrià, Selva, Vallès Occidental | 104    |
| Plana                | Plana, Cintoi Bus (Bus Garraf), Autocars Carrera                                                | Baix Ebre, Ribera d'Ebre, Camp de Tarragona, Garraf                         | 90     |
| TEISA                | TEISA, La Hispano Hilarienca, David i Manel, Eixbus, Companyia del Ferrocarril d’Olot a Girona  | Província de Girona                                                         | 58     |
| Soler i Sauret       | -                                                                                               | Baix Llobregat                                                              | 47     |
| TGO                  | TGO, Autos Castellbisbal, Autocars Masats                                                       | Anoia, Baix Llobregat, Vallès Occidental                                    | 36     |
| HIFE                 | -                                                                                               | Terres de l’Ebre, Baix Llobregat                                            | 36     |
| Monbus               | La Hispano Igualadina, VIBASA                                                                   | Alt Penedès, Anoia, Bages, Camp de Tarragona, Conca de Barberà              | 25     |
| Cots Alsina          | -                                                                                               | Segarra                                                                     | 19     |
| Gamón                | Gamón Autocars, Lax Autocars                                                                    | Segrià                                                                      | 15     |
| Autocars del Penedès | -                                                                                               | Penedès, Tarragonès                                                         | 14     |
| HILLSA               | -                                                                                               | Alt Penedès                                                                 | 9      |
| Autocars Agramunt    | -                                                                                               | Urgell                                                                      | 9      |
| Autocorb             | -                                                                                               | Baix Llobregat                                                              | 7      |
| Montferri            | -                                                                                               | Anoia                                                                       | 6      |
| Autocars R. Font     | -                                                                                               | Vallès                                                                      | 5      |
| Autocars Vila Betriu | -                                                                                               | Alt Urgell                                                                  | 5      |
| Autocars Mir         | -                                                                                               | Ripollès                                                                    | 4      |
| AMPSA                | -                                                                                               | Baix Empordà, Gironès                                                       | 4      |
| Autocars Domènech    | -                                                                                               | Priorat                                                                     | 4      |
| Bus Castellví        | -                                                                                               | Alt Penedès                                                                 | 4      |
| Autocars Rovira      | -                                                                                               | Osona                                                                       | 3      |
| Autocars Morell      | -                                                                                               | Segrià                                                                      | 3      |
| Autocars Vendrell    | -                                                                                               | Alt Penedès                                                                 | 3      |
| Autocars Salvia      | -                                                                                               | Pla d'Urgell                                                                | 3      |
| Estarriol Bus        | -                                                                                               | Alt Empordà                                                                 | 2      |
| J. Comasòlivas       | -                                                                                               | Osona                                                                       | 2      |
| Ampurdan Bus         | -                                                                                               | Alt Empordà                                                                 | 2      |
| Autocars Solé Seró   | -                                                                                               | Garrigues                                                                   | 2      |
| Autocars del Pla     | -                                                                                               | Pla d'Urgell                                                                | 2      |
| Autocars Prat        | -                                                                                               | Osona                                                                       | 1      |
| Móra d’Ebre Bus      | -                                                                                               | Ribera d’Ebre                                                               | 1      |

Al Pallars, l'Alt Urgell i la Conca de Barberà, la majoria de línies a demanda estan concessionades a taxistes.
Algunes concessions de línies nocturnes estan adjudicades a UTEs formades pels operadors que tenen les concessions diürnes a la mateixa àrea d’operació, com per exemple la línia N41, operada conjuntament entre Soler i Sauret i la Hispano Igualadina, o la N61 entre Moventis i Autocars Font.

## Tarifes
La majoria de línies que admeten viatgers en trajectes interns als àmbits geogràfics d’alguna de les ATM (Barcelona, Girona, Lleida i Camp de Tarragona) estan integrades als sistemes tarifaris respectius. No obstant, hi ha excepcions, com aquelles línies que no admeten desplaçaments interns dins dels àmbits integrats. Aquelles línies que discorren per l’àmbit de dues ATM solen estar integrades només en un dels dos sistemes tarifaris.
En aquelles línies integrades a l'ATM de Barcelona, el preu del bitllet senzill també està fixat per l’ATM, malgrat no ser un títol integrat. El preu està basat en la zonificació establerta, malgrat que per alguns recorreguts en concret puguin tenir una reducció, per tal d’equiparar-se a les tarifes de serveis ferroviaris paral·lels o per convenis amb l’administració local; o puguin tenir suplements, com per accedir a l'Aeroport de Barcelona. El preu de les targetes no integrades pròpies dels operadors també estan fixades per l’ATM.
Fora de l’àrea de l’ATM de Barcelona, les empreses concessionàries són qui decideixen les tarifes, en base a les condicions que es dictin des de l’administració. S'estableix que els títols multiviatge poden ser de fins a 15 viatges i poden tenir un preu inferior al del bitllet senzill. Per altra banda, en algunes línies de llarg recorregut, hi ha la T-10/120, un títol de 10 viatges vàlid durant els 120 dies després de la primera validació, amb una reducció de preu superior a la d'altres títols multiviatge.

## Estacions d’autobusos

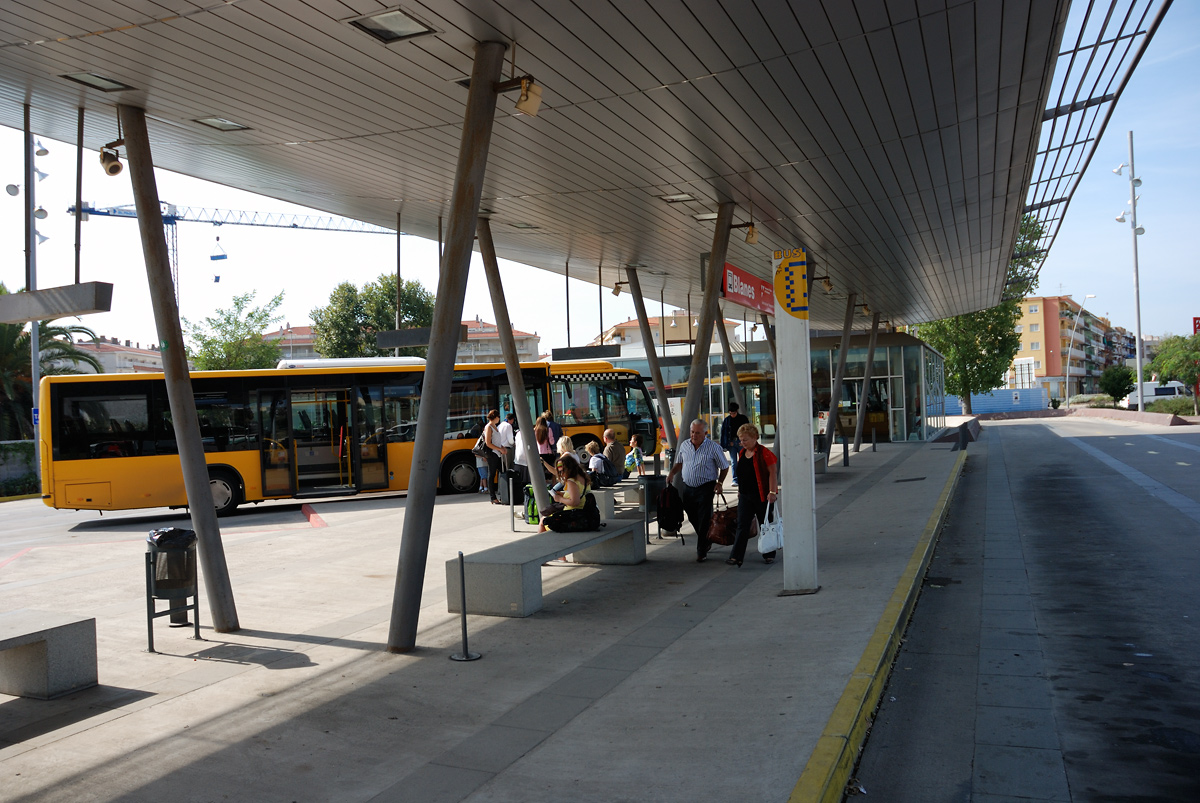
Estació d'autobusos de Blanes

Actualment hi ha 50 estacions d’autobusos repartides per tot el territori:
- Alt Pirineu: la Pobla de Segur, el Pont de Suert, la Seu d'Urgell, Sort.
- Barcelona: Barcelona Nord, Barcelona Sant Andreu Arenal (Fabra i Puig), Barcelona Sants, Caldes de Montbui, Granollers, Sabadell, Terrassa.
- Camp de Tarragona: Cambrils, Montblanc, Reus, Tarragona, Valls.
- Catalunya Central: Manresa, Navàs, Solsona, Súria, Vic.
- Girona: Blanes, Camprodon, Figueres, Girona, la Bisbal d’Empordà, Lloret de Mar, Olot, Palafrugell, Platja d’Aro, Ripoll, Roses, Sant Feliu de Guíxols, Santa Coloma de Farners, Torroella de Montgrí, Tossa de Mar.
- Lleida: Balaguer, les Borges Blanques, Cervera, Lleida, Mollerussa, Tàrrega.
- Penedès: Igualada, el Vendrell, Vilafranca del Penedès, Vilanova i la Geltrú.
- Terres de l’Ebre: Amposta, Gandesa, Móra d’Ebre, Tortosa.

Algunes d’aquestes estacions disposen de taquilles de venda de bitllets, cafeteria i serveis. Algunes només consten de grans marquesines. De la mateixa manera que passa amb les línies, la gestió i el manteniment de les estacions d’autobusos està concessionat a operadors d’autobusos, ajuntaments o bé a particulars.